# 吉沢氏
吉沢氏（よしざわし）は、日本の氏族。

## 桓武平氏北条氏族 吉沢氏
本姓を平氏、家系を北条氏の支流とする吉沢氏あり。信濃国小県郡の藍田氏の傍流という。弘長年間（1261年から1263年）、吉沢城主として吉沢民部ありという。
また、永禄年間（1558年から1570年）に信濃高遠にも新衆として吉沢善三郎が見え、伊那郡関氏の家臣として吉沢伊予ありといい、下条氏に通じるという。下条氏の家臣として吉沢六郎の名ありという。一連の吉沢氏は北条氏流と同族か。なお、諏訪における吉沢氏の家紋としては花沢潟を用いるという。

## 甲斐国の吉沢氏
甲斐国巨摩郡の名族に吉沢氏ありといい、見延過去帳に吉沢下総守の名が見えるという。

## 武蔵国の吉沢氏
武蔵国橘樹郡の郷士に吉沢氏ありというが、天正（1573年から1592年）の頃、帰農するという。本姓を藤原氏とし、近藤太能成の子・重能が吉沢三郎を称するのに始まるという。
また、入間郡の名族たる吉沢氏は、戸倉氏、井上氏とも比企郡松山の浪人にして、入間郡坂戸村に移り住むという。多摩郡の神職にも吉沢姓あり。

## 下総国の吉沢氏
下総国下妻藩の家老にも吉沢氏あり。

## 上野国の吉沢氏
上野国の名族に吉沢氏あり。家紋は三つ鱗。

## 常陸国の吉沢氏

### 秋田藩士 吉沢氏
常陸国にも吉沢氏あり。本姓は藤原氏。常陸国守護・佐竹氏の家臣にこの氏が見え、『藤原姓吉沢氏系図』に以下の系譜を載せる。この氏、清似の代に佐竹義宣に随い、常陸より秋田に下向し、代々、出羽国平鹿郡横手に住まうという
```
系譜 吉澤清巴―清似―清忠―清白―神部
```

### 水戸藩の義民 吉沢氏
- 吉沢勝之介 茨城郡吉沼村、吉田社祠官目見格。諱は義教。天狗党の乱に天狗方に加わり、捕らわれる。下総国佐倉に拘禁され、明治元年（1872年）2月1日死すという。釈放後の死か。享年27。靖国神社合祀[4]。
- 吉沢常四郎 常次郎とも。久慈郡小貫村の百姓。小山守。天狗党に加わり、捕らわれる。慶応2年（1866年）8月1日、獄死する。享年32。靖国神社合祀[5]。

## その他
摂津国、伊勢国、志摩国、尾張国、信濃国にも吉沢氏あり。